# Roberto Palacios
Roberto Carlos Palacios Mestas, född 28 december 1972 i Chorrillos, Lima, är en peruansk före detta fotbollsspelare, som tillbringade största delen av sin karriär i Sporting Cristal där han både startade och avslutade sin karriär.

## Karriär
Roberto Palacios gjorde debut för Sporting Cristal i oktober 1991 mot Deportivo Municipal. En vecka senare gjorde han sitt första seniormål mot Universitario de Deportes. I bortsett från Sporting Cristal så spelade han bland annat för Cruzeiro, UAG Tecos, Club Atlas, Deportivo Cali och LDU Quito.
För Perus landslag är han den mesta spelaren med 128 landskamper. Han deltog i fem upplagor av Copa América, med en fjärdeplats som bästa resultat.

## Meriter
Sporting Cristal
- Perus Primera División: 1991, 1994, 1995, 1996

LDU Quito
- Preimera Serie A: 2005

Individuellt
- Årets spelare i Peru: 1994, 1995, 1996